# بوتلوة مزدوجة الصفوف
بوتلوة مزدوجة الصفوف (الاسم العلمي:Bouteloua disticha) هي نوع من النباتات يتبع جنس البوتلوة من الفصيلة النجيلية.